# Željko Lordanić
Željko Lordanić (Zagreb,  20. listopada 1948.-) zagrebački je crtač stripova, akademski slikar i likovni stvaratelj.

## Životopis
Željko Lordanić odrastao je i čitav život proživio u jednom od najljepših zagrebačkih naselja - Cvjetnom naselju u Trnju.
Još u osnovnoj školi Željko se zaljubio u umjetnost stripa i rock, tako da nije nikakvo čudo da je na natjecanju Plavog vjesnika iz 1965. za mlade crtače stripa osvojio drugu nagradu za svoj kratki strip o senjskim uskocima.
Školu Primijenjene umjetnosti, odjel grafike koja je tad trajala pet godina pohađao je 1964. – 1969. i diplomirao kod profesora Vilka Glihe.
Zatim je upisao Akademiju Likovne Umjetnosti u Zagrebu (1969.  - 1974.), koju je pohađao s kolegama; Dubravkom Babić, Ivicom Šiškom, Dorom Kovačević, Antunom Borisom Švaljekom i Fadilom Hadžićem. Na akademiji su mu predavali; Ferdinand Kulmer, Albert Kinert, Marijan Detoni i Dalibor Parać.
Od 1974. godine radi kao samostalni umjetnik, pretežno angažiran oko stripa, ali s povremenim izletima u vode ilustracije i opreme knjiga, kao animator - jedan od scenografa u crtanom filmu Čarobnjakov šešir Milana Blažekovića, ali i kao restaurator i dekorativni slikar (ovo je bilo ipak vrlo rijetko i vrlo malo).
Još u tijeku studija na ALU počeo je objavljivati stripove u Sloveniji, prije svega u ljubljanskoj izdavačkoj kući Delo (u novini Delo i Nedeljskom dnevniku), to su bile adaptacije književnih djela; Morski vuk, Gulliverova putovanja, Ljubav na sjeveru (po romanu Jack Londona), Zov divljine, Kavkaski zarobljenici, Pogum ob Jezeru ( po romanu J.O.Curwooda, scenarij za strip priredio Andrej Kovač), Otok s blagom.
Zatim su to bili stripovi s temom pokreta otpora u Sloveniji (partizani); Agent Kir, Diverzanti, pa zatim povijesni; Vitez Damjan, pa western stripovi; Jeff Clayton, pa znanstveno fantastični; Planet zlobe.
Radivši u Sloveniji surađivao je sa scenaristima Cirilom Galeom, Ivom Antićem i Marko Mihelčićićem na stripovima; Crveni Gusar, Kraljičina ogrlica, Taras Buljba, Grizly, Hrabrost na jezeru, Priča s vodenih brijegova (prema romanu Razbojnici iz močvare Ljanšan - kineskog pisca Ši nai-Ana).
Osobito je bila plodonosna suradnja s Cirilom Galeom, koji je Lordaniću pomogao kod plasmana njegovih stripova u Italiju, Englesku, Makedoniju i Srbiju.
Paradoksalno je da je Lordanić iako pobjednik (drugi na natječaju za strip iz Vjesnikove kuće), nije gotovo ništa napravio i objavio u toj kući. Zapravo tek je Večernji list, reprizno objavio - Guliverova putovanja i to krajem 1980-e, a Vjesnikovo izdanje iz 1990-ih; Plavi zabavnik, strip Zmaj od Bosne 1992.
Godine 2016. dobio je najveće priznanje za svoj rad na stripu - nagradu "Andrija Maurović" koju dodjeljuje udruga Art9, što je zapravo nagrada za životno djelo.

## Radovi
Surađujući u zagrebačkom časopisu za mlade Modra lasta osamdesetih godina prošlog stoljeća, Željko Lordanić objavio je sljedeće stripove; 
- Taras Buljba (1981./1982.)
- Zlatarevo zlato (1983./1984.)
- Posljednji mohikanac (1985./1986.)
- Zmaj od Bosne (1986./1987)
- Otok s blagom (1987./1988. i 1988./1989)
- Grička vještica (1989./1990. i 1990./1991.)
- Branka (1991.)
- Vuci (1991./1992.)
- Tatari u Hrvatskoj (1992./1993.)

Devedesetih godina Lordanić se okreće kompletnom autorstvu i stvara sljedeće strip serijale;
- Petar Krešimir IV. (1993./1994. do 1995./1996.)
- Petar Svačić (1997./1998.),
- Ljubav u Zadru (2000./2001.) na temu franačkih provala u naše krajeve,
- Kršanov izbor (2001./2002.) u kojem opisuje vrijeme Ljudevita Posavskog i Karla Velikog,
- Nove oluje (2002./2003.) u kojem se obrađuje vrijeme saracenskih nasrtaja na Jadran,
- Trpimirov graditelj (2003./2004.) u kojem se obrađuje vrijeme ranokršćanstva u Hrvatskoj i * Domagoj.

### Strip albumi i knjige
- J. Swift: Guliver (izdavač Univerzum, Ljubljana 1983.
- Jack London: Morski vuk, izdavač Strvarnost Zagreb
- Branka i drugi stripovi, izdavač Vedis d.o.o., Zagreb, 2009., ISBN 978-953-7679-01-9

## Izložbe
- Željko Lordanić: Izložba stripa, Strip Galerija, Ilica 208, Zagreb 1992.

## Vanjske poveznice
- O Željku Lordaniću na stranicama Vjesnika[neaktivna poveznica]